# Пол Геркен
Пол Геркен (англ. Paul Gerken; нар. 15 березня 1950) — колишній американський тенісист.
Найвищу одиночну позицію світового рейтингу — 35 місце досяг 23 серпня, 1973 року.
Найвищим досягненням на турнірах Великого шолома було 4 коло в одиночному розряді.

## Фінали турнірів Гран-прі/WCT за кар'єру

### Одиночний розряд: 2 (0–2)
| Результат | W/L | Рік  | Турнір              | Покриття | Суперник       | Рахунок  |
| --------- | --- | ---- | ------------------- | -------- | -------------- | -------- |
| Поразка   | 0–1 | 1973 | Солт-Лейк-Сіті, США | Тверде   | Джиммі Коннорс | 1–6, 2–6 |
| Поразка   | 0–2 | 1973 | Калгарі, Канада     | Килим    | Іліє Настасе   | 4–6, 6–7 |

### Парний розряд: 4 (0–4)
| Результат | W/L | Рік  | Турнір                  | Покриття | Партнер        | Суперники                    | Рахунок         |
| --------- | --- | ---- | ----------------------- | -------- | -------------- | ---------------------------- | --------------- |
| Поразка   | 0–1 | 1972 | Мастерс Цинциннаті, США | Ґрунт    | Хумфрі Хос     | Боб Г'юїтт Фрю Макміллан     | 6–7, 4–6        |
| Поразка   | 0–2 | 1973 | Балтимор, США           | Тверде   | Сенді Меєр     | Джиммі Коннорс Кларк Гребнер | 6–3, 2–6, 3–6   |
| Поразка   | 0–3 | 1973 | Гонконг                 | Тверде   | Браян Готтфрід | Колін Діблі Род Лейвер       | 3–6, 7–5, 15–17 |
| Поразка   | 0–4 | 1975 | Дейтон, США             | Килим    | Браян Готтфрід | Рей Раффелз Аллан Стоун      | 6–7, 5–7        |